# Statolatria
Statolatria (z wł. stato „państwo” i łac. latria od gr. λατρία „oddawanie czci boskiej”) – kult scentralizowanego państwa i wszechpotężnej władzy państwowej. 
Jako pierwszy tym terminem posłużył się Giovanni Gentile w Doktrynie faszyzmu, opublikowanej w 1931 i podpisanej nazwiskiem Mussoliniego. Termin został spopularyzowany i wyjaśniony przez Ludwiga von Misesa w jego pracy z roku 1944 zatytułowanej Wszechmocny rząd (Omnipotent Government).
W ideologii faszyzmu włoskiego statolatria stanowić miała parareligijny kult państwa, który miał na celu zlanie w jedno włoskiego katolicyzmu i szacunku dla faszystowskiego ustroju.